# Гідравлічний відвал

Гідравлічний відвал

Гідравлічні відвали (англ. tailings dam) — природні або штучні басейни-сховища, де відбувається осадження і укладання твердої фази відходів збагачення корисних копалин або іншої переробки сировини та прояснення води, що направляється в оборот на промислове підприємство (збагачувальну фабрику, шахту тощо).

## Загальний опис

При мокрих процесах збагачення корисних копалин утворюється пульпа, яка містить відходи. Ця пульпа гідравлічним способом по лотках і трубах транспортується в спеціально створені природні або штучні басейни-сховища — гідравлічні відвали.
Майданчик, на якому розташовується басейн-сховище, вибирається на основі вивчення матеріалів топографічних, інженерно-геологічних і гідрогеологічних досліджень. При виборі майданчика повинні бути дотримані такі умови:
- місткість басейну повинна бути достатньою для складування відходів протягом усього періоду експлуатації фабрики,
- при вмісті в складованих відходах або окремих їхніх фракціях цінних компонентів, що можуть бути використані в майбутньому або в інших галузях промисловості, необхідно передбачити можливість їхнього відвантаження,
- басейн повинен розміщатися нижче рівня майданчика прилеглих житлових масивів і промислових підприємств, щоб запобігти їхньому затопленню у випадку аварії, крім того це дозволить використовувати самопливний транспорт пульпи в басейн,
- мінімальна віддаленість гідравлічного відвала від зони забудови повинна бути не менше 1 км,
- заборонено скидати прояснені води у водойми, які використовують як джерела водопостачання або як рибогосподарські,
- місце розташування майданчика під басейн-сховище необхідно узгоджувати з планами забудови району,
- найдоцільніше розташовувати гідравлічний відвал у природній западині або долині, що дозволяє при невеликій довжині дамби для обгороджування одержати басейн значного об'єму. Типи гідравлічних відвалів, що зустрічаються в практиці збагачення, наведені в табл.

Типи гідравлічних відвалів, що зустрічаються в практиці збагачення, наведені в табл.
Типи гідравлічних відвалів.

## Гідровідвал:трактування Гірничої енциклопедії
Гідровідвал (рос. гидроотвал, англ. hydraulicmine dump, нім. Hydrokippe f, Spülkippe f) — відвал розкривних порід при гідромеханізації; гідротехнічна споруда, призначена для розміщення ґрунтів і різних матеріалів, що надходять у вигляді пульпи (гідросуміші). Укладання породи у гідровідвал здійснюють намивом (естакадним або безестакадним, одноторцевим чи багатоторцевим). Розрізняють: ярові (яружні) та балкові, що створюються шляхом зведення насипної або намивної греблі (дамби), яка перегороджує яр або балку; рівнинні, розташовані на рівній місцевості чи з невеликим схилом, річкові, обвалування яких проводиться з чотирьох або трьох сторін; косогірні; котловинні й улоговинні, розташовані відповідно у вироблених просторах кар'єрів і в природних улоговинах. За обсягом гідровідвали поділяють на 4 категорії: І — понад 5 млн м³, II — 2-5 млн, Ill -1-2 млн, IV до 1 млн м3 на рік. За висотою розрізняють гідровідвали низькі (до 10 м), середні (10-30 м) і високі (понад 30 м). Спорудження гідровідвалу включає спорудження дамб, водозабірних і водозбірних пристроїв, дренажних споруд.